# TSPAN4
Тетраспанин 4 — мембранный белок, гликопротеин из надсемейства тетраспанинов, продукт гена человека TSPAN4. Открыт в 1997 году 

## Тканевая специфичность
Экспрессируется многими типами клеток организма, наиболее высокий уровень экспрессии наблюдается в сердце и плаценте. Отсутствует в мозге, на лимфоидных клетках и тромбоцитах.

## Функция
Образует комплексы с интегринами.

## Структура
Белок CD81 состоит из 238 аминокислот, молекулярная масса — 26,1 кДа. Оба N- и C-концевые участки локализуются в цитоплазме. На большой внеклеточной петле содержит от 1 до 2 участков N-гликозилирования, гликозилированный белок — от 28 до 35 кДа.

## Взаимодействия
TSPAN4 взаимодействует с CD9, ITGA6, CD29, CD49c и CD81.

## См.также
- Тетраспанины